# Natalie Alison
Natalie Alison (Vienne, 13 juin 1978) est une actrice, écrivaine et animatrice de télévision autrichienne.

## Filmographie
- 2003 - 2006 : Au rythme de la vie
- 2008 - 2015 : Le Tourbillon de l’amour
- 2010 : Soko brigade des stups